# Joseph Pujol

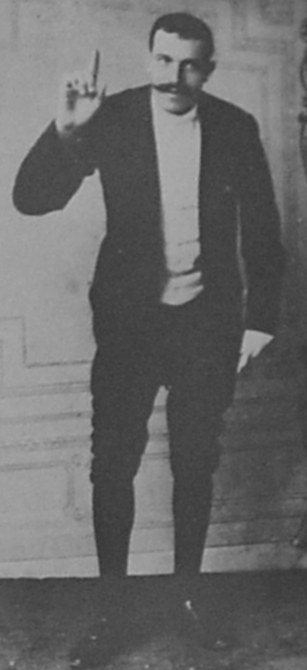
Joseph Pujol (zdjęcie sprzed 1915 roku)

Joseph Pujol (ur. 1 czerwca 1857, zm. 8 sierpnia 1945) – francuski flatulista (artysta wydający dźwięki odbytem) znany pod pseudonimem le Pétomane (Pierdziel).

## Życiorys
Jego rodzina pochodziła z Katalonii, ojciec był kamieniarzem. Swoją umiejętność odkrył w młodości, a zaprezentował innym w czasie odbywania służby wojskowej. Chociaż był z wykształcenia piekarzem, spróbował swoich sił na scenie. Debiutował około 1880 roku, występował w Marsylii, Clermont-Ferrand i Bordeaux . Potrafił również śpiewać, grać na trąbce i wykorzystywał te umiejętności w swoich występach . W latach 90. przeniósł się do Paryża, gdzie po raz pierwszy wystąpił w Moulin Rouge w 1892 roku.
Niektóre z punktów jego programu stanowiło odtwarzanie efektów wystrzału armatniego, grzmotu pioruna czy ludzkich głosów . Za pomocą gumowej rurki umieszczonej w odbycie, wychodzącej ze spodni przez niewielki otwór, potrafił grać proste melodie na flecie, zgasić świecę z odległości kilku jardów i palić papierosy. Występy miały charakter satyryczny, wyśmiewały konwencje społeczne i parodiowały polityków .
Był najlepiej zarabiającym artystą w Moulin Rouge . Jego popularność była tak znaczna, że Pujol za jeden wieczór pobierał gażę w wysokości 20 tysięcy franków, podczas gdy aktorka Sarah Bernhardt otrzymywała zaledwie 8 tysięcy.

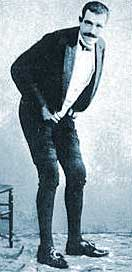
Le Pétomane w czasie jednego ze swoich licznych koncertów (ok. 1890)

W 1894 roku odszedł z Moulin Rouge i założył własną wędrowną trupę Theatre Pompadour . Przez kilka lat trwały głośne procesy sądowe z Moulin Rouge. Najpierw teatr oskarżył Pujola o złamanie warunków kontraktu, następnie Pujol oskarżył teatr o plagiat, ponieważ Moulin Rouge zatrudnił kobietę, która imitowała jego występy . Przez następne 10 lat rozbudowywał i doskonalił swój repertuar, między innymi wprowadził wierszowaną opowieść o farmie, którą ilustrował efektami dźwiękowymi wydawanymi za pomocą wypuszczanego odbytem powietrza. Szczytem jego sztuki było przedstawienie dźwiękowej impresji na temat trzęsienia ziemi w San Francisco z 1906 roku.
Zdolności Pujola stały się tematem licznych studiów naukowych w okresie jego życia. Pujol przeprowadził nawet specjalną demonstrację dla stowarzyszenia lekarzy w szpitalu w Saint-André. Dzięki temu możliwe jest ustalenie, jaki był mechanizm jego zdolności. Wbrew swojemu pseudonimowi Pujol nie emitował gazów jelitowych. Wciągał odbytem powietrze, następnie wypuszczał je i nadawał mu wibracje, kurcząc mięśnie zwieracza odbytu . Widzowie nie czuli więc przykrych zapachów, wrażenia ograniczały się do sfery akustycznej .
Po wybuchu I wojny światowej przerwał karierę sceniczną i powrócił do Marsylii oraz do swojego wyuczonego zawodu. Później uruchomił fabrykę herbatników w Tulonie. Zmarł w wieku 88 lat i został pochowany na cmentarzu w miejscowości La Valette-du-Var. Chociaż Uniwersytet Paryski oferował rodzinie Pujola znaczne sumy pieniędzy za przekazanie jego ciała do badań naukowych, nie wyraziła ona na to zgody.
Działalność Josepha Pujola była przedmiotem zainteresowania historyków kultury i sztuki. W dziele biograficznym poświęconym życiu Pujola z 1967 roku tak opisywano jego umiejętności:

[Potrafił] modulować dźwięki od najdelikatniejszych, ledwo słyszalnych, do najbardziej głośnych i długotrwałych po prostu dzięki odpowiednim ruchom mięśni (...) i na dodatek nie było przykrego zapachu.